# Daagbé
Daagbé est un arrondissement du département du Plateau au Bénin.

## Géographie
Daagbé est une division administrative sous la juridiction de la commune d'Ifangni,.

## Démographie
Selon le recensement de la population effectué par l'Institut National de la Statistique Bénin en 2013, Daagbé compte 14 441 habitants pour une population masculine de 6 896 contre 7 545 femmes pour un ménage de 2 892.